# Стапедектомија
Стапедектомија је микрохируршка интервенција на средњем уху, која се изводи у циљу обнављања физиолошког механизма преноса звука потпуним или делимичним обнављањем вибрације течности унутар пужнице, повећањем комуникације и секундарним појачањем звука, што би требало да доведе нивое слуха до прихватљивих прагова. Према томе стапедектомије служи као начин да се поново успостави пренос звука кроз ланац ушних костију који је вероватно био укрућен током болести познате као отосклероза, и резултовала кондуктивним губитком слуха. Најважнији фактор за успешан хируршки исход је искуство хирурга који користи савремене технике и технологије које се стално мењају у овој области.

## Историја
Поступак стапедектомије први пут је изведен 1892. године, када је Frederick L. Jack урадио двоструку стапедектомију пацијенту који наводно још увек имао слух десет година након поступка.
Након више од 150 година John Shea је препознао важност овог поступка и раних 1950-их и предложио  употребе протезе која имитира стуб. Историја протеза које се користе у стапедектомији почиње 1956. године када је John Shea уклонио узенгију и уградио прву протезу од тефлона. Како је операција била веома успешна изазвала је велико интересовање отолога. Шест година касније John J. Shea  је 1. маја 1956. године са потпуним успехом извео прву стапедектомију тефлонском протезом стапеса на пацијенту са отосклерозом.
Од тада до данас развијају се разне хируршке технике и врсте протеза. Жичана протеза почела једа се примењује 1960. године заједно са масним ткивом које је припремљено током операције. Жица је на једном крају увијена како би се спојила са наковњем, док је на другом крају око претходног везан чвор узетог масног ткива и везива, које се убацује на место узенгије. Главни недостаци ове протезе су могућа дислокација жице и адхезија у вестибулуму.
Године 1990. Штајнбах је направио златну протезу, али је она убрзо напуштен јер је проузроковала мешовити губитак слуха услед реакције на злато. Нови материјал који веома обећава је титанијум због своје способности да памти оригинални облик. Потом Венген ради  протезе у којима су злато и титанијум комбиновани да би се олакшала фиксација на наковњу. Такође  протезе се праве и од тефлона и легуре никл-алуминијум, и загревају на 45 °C и тако сужавају, што омогућава лакше фиксирање за наковањ.

## Релевантна анатомија
Слушне кошчице леже у бубној дупљи и преносе звучне таласе од бубне опне у унутрашње уво. Има их три, и то, идући од споља ка унутра: 
- чекић (malleus),
- наковањ (incus),
- узенгија (stapes).

Слушне кошчице су зглобљене међусобно и то: чекић с наковањем помоћу непокретног зглоба, а наковањ са узенгијом (стапесом) покретним зглобом.
Слушне кошчице пружају се од спољашњег, мембранозног до унутрашњег, лавиринтног зида бубне дупље. Чекић, који је најлатерарнија кошчица, уткан је у фиброзни слој мембране тyмпани, и то својом дршком чекића (manubrium mallei) и спољашњим наставком (processus lateralis). Узенгија, која је најмедијалнија кошчица, углављена је својом базом узенгије (basis stapedis) у тремни прозор (fenestra vestibuli), на лавиринтном зиду бубне дупље.
Чекић
Чекић је највећа од три слушне кошчице. Његови саставни делови су: 
1) глава чекића (caput mallei), која представља горњи проширени део кошчице, зглобљен са телом наковања; 
2) врат чекића (collum mallei), који лежи испод главе; 
3) дршка чекића (manubrium mallei), која се пружа наниже, а уткана је у фиброзни слој мембране тyмпани; 
4) спољашњи наставак (procesus lateralis), који је такође уткан у фиброзни слој бубне опне, на чијој спољашњој страни проузрокује чекићно испупчење (prominentia mallearis), 
5) предњи наставак (processus anterior), који је знатно дужи од претходног, а углављен је у петротимпаничну пукотину (fissura petrotympanica).
Наковањ
Наковањ се налази унутра и иза чекића, а састоји се из: 
1) тела наковња (corpus incudis), на коме се налази седласта зглобна површина за зглобљавање са главом чекића; 
2) дугог крака (crus longum), који се пружа управно наниже, паралелно са дршком чекића, а на доњем крају носи зглобну површину за зглобљавање са главом узенгије; 
3) кратког крака (crus breve), који је управљен уназад.
Узенгија
Узенгија је најмања и најмедијалнија слушна кошчица. Њени саставни делови су: 
1) глава узенгије (caput stapedis), која се зглобљава са дугим краком наковња, помоћу правог покретног зглоба; 
2) предњи крак (crus anterius), који је раван; 
3) задњи крак (crus posterius), који је савијен и дужи од предњег крака; 
4) база узенгије (basis stapedis), која је углављена у тремни прозор (fenestra vestibuli). 
Предњи и задњи крак узенгије спајају њену главу са крајевима базе узенгије, ограничавајући отвор узенгије.
- Локација осикуларног ланца у уху
- Стапес десног уха
- Стапес: релативна величина

## Индикације
Сврха било ког поступка постављања узенгије је да обнови вибрацију течности унутар пужнице; побољша комуникацију и секундарно пјача звук, доводећи ниво чујности до прихватљивог прага.
Када стремен постане непомичан, особа губи способност да чује. То се обично дешава из два разлога:
- урођена мана,
- аномалија темпоралне кости повезана са прекомерном минерализацијом (отосклероза).[9]

Стапедектомија је посебно честа индикација за лечење пацијената са отосклерозом ( прогресивном дегенеративном болести лабиринтске капсуле темпоралне кости), јер се до данас, показала као најбољи метод лечења отосклерозе.
Генерално, индикације за стапедектомију могу бити следеће:
- проводни губитак слуха услед непокретности узенгије,
- несклад између проводљивости звука у кости и ваздуху који је више од 40 децибела.[11]

## Контраиндикације
Контраиндикације  за стапедектомију су:
- стања декомпензације, тешка болест пацијента,
- проблем са слухом само у једном уху,
- мала функционална резерва пужева,
- осећај звона и буке у ушима, вртоглавица,
- активне отосклеротске зоне,
- ако пацијент има сталне проблеме са равнотежом, као што је истовремена Мениерова болест са губитком слуха од 45 дБ или више на 500 Хз и са губитком високог тона.[12]

## Врсте операција
Постоје две врсте операција, стапедектомија и стапедотомија. И док је могуће побољшати слух уклањањем стремене кости и њеном заменом микро протезом – примењује се стапедектомијом, или стварањем мале рупе у фиксираној плочици. Док се  то исто се може постићи ендоскопском методом уметањем мале протезе налик клипу – која носи назив стапедотомија (једном од метода тотална ендоскопска хирургија уха).

### Стапедектомија
Стапедектомијом се уклања основа стапеса и кракови који се замењује их протезом која је другим крајем спојен са наковњем. Данас у огромној већини случајева, стапедотомија се ради због мање учесталости компликација.

### Ендоскопска стапедотомија
Када је професор Тарабиши 1999. године описао своје искуство са стапедотомијом изведеном помоћу ендоскопа без потребе за уклањањем кости или резом коже (ендаурални приступ), од тада, ендоскопска стапедотомија постаје све популарнија, посебно међу млађим ендоскопски обученим хирурзима. Данас стапедотомија омогућава бољи поглед на 
 подножје узенгије без потребе за уклањањем кости, што је врло чест случај када се захват ради микроскопом. У стапедотомији, се прави на дну стремена рупа са бушилицом или ласером у коју се поставља протеза повезана са наковњем.
Предност ендоскопске стапедотомија у отохирургији је боља визуализација структура бубне опне, посебно тешко доступних подручја, као што су синус тимпани или предњи епитимпанум. Поред тога, ради се о минимално инвазивном трансмеаталном приступу, па је опоравак бржи и мање болан. 

## Начин извођења
Операција се изводи кроз спољашњи слушни канал, подизањем бубне опне и приступањем средњем уху. Хируршка интервенција подразумева уклањање дела или целе стационарне узенгије и њену замену малом протезом. Протеза враћа покретљивост коштаног ланца средњег ува. На овај начин је могуће је померити течност из унутрашњег уха и побољшати слух. 
Већина пацијената одлази кући неколико сати након интервенције. Препоручује се да пажљиво леже на неоперисаном уху. Хирург такође може прописати оралне антибиотике. Првих неколико дана након интервенције, неки пацијенти могу осећати нестабилност и вртоглавицу. Може се очекивати и поремећај чула укуса, који обично потпуно нестаје након неколико недеља од операције. Након операције, од пацијената се тражи да избегавају издувавање носа, кијање и кашљање, пливање или друге активности које могу да изазову продор воде у оперисано ухо. 
Пацијент се враћа свакодневним активностима 2 до 4 недеље након операције. Зарастање бубне опне је брзо и углавном достиже свој максимални ниво у року од 2 недеље. 
Како се код 8 од 10 пацијената отосклероза  јавља у оба уха, у овим случајевима прво се оперише уво са теже оштећеним слухом. Хирург обично чека најмање 6 месеци пре него што изврши операцију и на другом уху.

## Компликације
Као могуће компликације стапедектомије могу се јавити:
- парализа лица

- вртоглавица у периоду непосредно после операције

- повраћање

- цурење перилимфе

- пуцање бубне опне

- мртви лавиринт

- перилимфна фистула

- лавиринтитис

- гранулом (репаративни)

- тинитус

Када се стапедектомија уради у средњем уху са урођеном аномалијом, резултати могу бити одлични, али је ризик од оштећења слуха већи него када се кост узенгије уклони и замени (за отосклерозу). Ово је првенствено због ризика од додатних аномалија присутних у урођеном абнормалном уху. Ако постоји висок притисак у одељку за течност који се налази одмах испод подножја узенгије, онда може доћи до перилимфатичног цурења када се уклони узенгија. Чак и без непосредних компликација током операције, увек постоји забринутост да се перилимфна фистула формира после операције.
Према једној 25-годишњој студије (са преко 900 пацијената који су били подвргнути стапедектомији и стапедотомији), стопе компликација су следеће:
- репаративни гранулом 1,3%,
- перфорација бубне опне 1,0%,
- укупан сензорнеурални губитак слуха 0,6%,
- делимични сензорнеурални губитак слуха 0,3%,
- вртоглавица 0,3%.